# Callionymus martinae
Callionymus martinae är en fiskart som beskrevs av Fricke, 1981. Callionymus martinae ingår i släktet Callionymus och familjen sjökocksfiskar. Inga underarter finns listade.